# Нападение на представительство США в Бенгази
Нападение на представительство США в Бенгази (англ. Benghazi attack 2012) ― скоординированная атака на два правительственных объекта США в ливийском городе Бенгази, совершенное членами исламистской боевой группировки «Ансар аш-Шариа».
11 сентября 2012 года на консульство США в Бенгази было совершено нападение во время международных протестов против фильма «Невинность мусульман», который считался оскорбительным для личности пророка Мухаммеда. В ходе нападения боевики использовали огнестрельное оружие и гранаты, в результате применения которых были убиты американский посол в Ливии Кристофер Стивенс, директор по иностранной информации Шон Смит, сотрудник специальной службы безопасности США Гленн Доэрти и десять ливийских полицейских.
Глава Ливийского национального конгресса Мухаммед аль-Макриф назвал нападение «преднамеренным и тщательно выполненным».

## В кино
- В 2016 году вышел «13 часов: Тайные солдаты Бенгази», основанный на событиях 2012 года.

## См.также
- Нападения на дипломатические миссии США (2012)